# Szumy (obwód doniecki)
Szumy (ukr. Шуми) – osiedle na Ukrainie, w obwodzie donieckim, w rejonie bachmuckim. Według spisu ludności z 2001 roku osiedle było zamieszkiwane przez 95 osób, z których 15,79% wskazało ukraiński jako język ojczysty, a 84,21% rosyjski.Od 22 czerwca 2024 jest pod okupacją Rosyjską.